# Lappula badachschanica
Lappula badachschanica är en strävbladig växtart som beskrevs av M. Pop. och S.S. Ikonnikov. Lappula badachschanica ingår i släktet piggfrön, och familjen strävbladiga växter. Inga underarter finns listade i Catalogue of Life.